# Partido Liberal Social (Portugal)
O Partido Liberal Social (PLS) é um partido político português que representa a ideologia Liberal Social. Posiciona-se como Liberal, Social e Ecologista.
Foi fundado a 11 de março de 2025 com a sua inscrição aceite pelo Tribunal constitucional.

## História
Em Janeiro de 2024 José Cardoso iniciou contactos com outros cidadãos, de que resultou a constituição de uma Comissão Instaladora, do que viria a ser o Partido Liberal Social.
Em setembro de 2024 o partido formalizou junto do Tribunal Constitucional a entrega das assinaturas necessárias à sua constituição, assim como, o Projeto de Estatutos e a Declaração de Princípios.
Em 11 de março de 2025 o Tribunal Constitucional registou o Partido Liberal Social como o 24º partido político em Portugal no ativo naquela data. Por coincidência, nesta mesma data, caiu o governo em Portugal, devido à rejeição de uma moção de confiança, levando assim o Partido Liberal Social a enfrentar eleições legislativas, logo após a sua fundação. 
A 29 de março de 2025 foi realizada a primeira Convenção Nacional que elegeu os primeiros órgãos do partido. José Cardoso foi eleito Presidente.
A 7 de abril 2025 o Partido Liberal Social entregou candidaturas para as Eleições Legislativas 2025 para os Círculos Eleitorais de Lisboa, Porto, Setúbal, Europa e Fora da Europa.

## Programa Eleitoral - Legislativas 2025
O programa eleitoral do Partido Liberal Social baseia-se em 5 prioridades e 12 ideias para mudar Portugal. São elas:
Reforçar a Democracia
01 - Construir uma Justiça que Garanta a Liberdade Individual
02 - Implementar um Sistema Eleitoral Digital com Candidaturas Nominais
Reformar o Estado
03 - Descentralizar e Gerir o Território com Propósito
04 - Estabelecer uma Cultura de Mérito e Transparência
05 - Consolidar uma Política Externa Ativa e Estratégica
Dinamizar as Políticas Públicas
06 - Reformular a Relação do Estado com a Sociedade e com os Mercados
07 - Desenvolver uma Estratégia Nacional para a Habitação
Fomentar o Desenvolvimento Socioeconómico
08 - Potenciar o Mar como Estratégia Económica Diferenciadora
09 - Apostar na Tecnologia e na Ciência como Pilares de Desenvolvimento
10 - Defender a Ecologia como Cultura de Desenvolvimento
Apostar no Desenvolvimento Humano
11 - Agir Socialmente com Compromisso
12 - Promover uma Educação centrada nas Competências Pessoais

## Resultados eleitorais

### Eleições legislativas
| Data | Presidente   | Cl.  | Votos | %             | +/-  | Deputados | +/-  | Status            |
| ---- | ------------ | ---- | ----- | ------------- | ---- | --------- | ---- | ----------------- |
| 2025 | José Cardoso | 16.º | 7 322 | 0,12 / 100,00 | Novo | 0 / 230   | Novo | Extra-parlamentar |